# Syndrome de la vibration fantôme
Le syndrome de vibration fantôme ou syndrome de sonnerie fantôme est la perception que son téléphone portable vibre (en) ou sonne alors qu'il ne le fait pas. Selon le Dr Michael Rothberg, il ne s'agit pas d'un syndrome, mais plutôt d'une hallucination tactile, car le cerveau perçoit une sensation qui n'est pas réellement présente. WebMD a publié un article sur le syndrome de vibration fantôme en citant Rothberg comme source. Plusieurs autres articles ont été publiés dans les années 2010, notamment dans NPR, Bustle, CBS News et Psychology Today,,,.
La sonnerie fantôme peut être ressentie en prenant une douche, en regardant la télévision ou en utilisant un appareil bruyant. Les humains sont particulièrement sensibles aux tonalités auditives comprises entre 1 000 et 6 000 hertz, et les sonneries de base des téléphones portables se situent souvent dans cette gamme. Les vibrations fantômes se développent après avoir porté un téléphone portable réglé pour utiliser des alertes vibrantes. La chercheuse Michelle Drouin (en) a constaté que près de 9 étudiants de premier cycle sur 10 dans son université ont ressenti des vibrations fantômes,. 

## Histoire
Dans la bande dessinée Dilbert, le dessinateur Scott Adams a fait référence à une telle sensation en 1996 sous le nom de « syndrome du téléavertisseur fantôme ». La première utilisation publiée du terme phantom vibration syndrome remonte à 2003 dans un article intitulé « Phantom Vibration Syndrome » publié dans le New Pittsburgh Courier, écrit sous le nom de plume du chroniqueur Robert D. Jones. Toutefois, on peut se demander si les premières mentions de l'apparition du SVF proviennent de Michael J Lewis, de Melbourne, en Australie. Dans la conclusion de l'article, Jones écrit : « ...devrions-nous nous préoccuper de ce que notre esprit ou notre corps peut essayer de nous dire par les émanations imaginaires aggravantes des ceintures, des poches et même des sacs à main ? Que le SVF soit le résultat de lésions nerveuses physiques, d'un problème de santé mentale, ou des deux, ce phénomène croissant semble indiquer que nous avons peut-être franchi une limite dans cette société du « toujours en marche » ».
La première étude du phénomène a été menée en 2007 par un chercheur qui a inventé le terme ringxiety pour le décrire. En 2012, le terme phantom vibration syndrome a été choisi comme mot de l'année par le dictionnaire australien Macquarie (en),.

## Causes
La cause des vibrations fantômes n'est pas connue. Des recherches préliminaires suggèrent qu'elles sont liées à une utilisation excessive du téléphone portable. Les vibrations commencent généralement à se produire après avoir porté le téléphone pendant un mois à un an. Il a été suggéré que, lorsqu'il anticipe un appel téléphonique, le cortex cérébral peut interpréter à tort d'autres entrées sensorielles (telles que les contractions musculaires, la pression des vêtements ou la musique) comme étant une vibration ou une sonnerie de téléphone. Des facteurs tels que les expériences, les attentes et les états psychologiques influencent le seuil de détection des signaux. Certaines expériences de vibrations fantômes peuvent être un type de paréidolie et peuvent donc être examinées comme un phénomène psychologique influencé par les variations individuelles de la personnalité, de l'état et du contexte. L'anxiété d'attachement peut également être considérée comme un prédicteur de la fréquence des expériences de vibrations fantômes car elle est associée à des attributs psychologiques liés à l'insécurité dans les relations interpersonnelles.

## Épidémiologie
Dans la plupart des études, la majorité des utilisateurs de téléphones portables déclarent ressentir des vibrations ou des sonneries fantômes occasionnelles, avec des taux allant de 29,6 % à 89 %. Une fois toutes les deux semaines est une fréquence typique pour les sensations, bien qu'une minorité les ressente quotidiennement. Certaines personnes peuvent être sérieusement gênées par ces sensations.

## Traitement
Peu de recherches ont été menées sur le traitement des vibrations fantômes. Le fait de porter le téléphone portable dans une position différente réduit les vibrations fantômes pour certaines personnes. D'autres méthodes consistent à désactiver les vibrations, à changer la sonnerie ou la tonalité des vibrations, ou à utiliser un appareil différent.